# Thysochromis ansorgii
Thysochromis ansorgii är en fiskart som först beskrevs av Boulenger, 1901.  Thysochromis ansorgii ingår i släktet Thysochromis och familjen Cichlidae. IUCN kategoriserar arten globalt som livskraftig. Inga underarter finns listade i Catalogue of Life.